# Hinter der Mauer 7 (Quedlinburg)

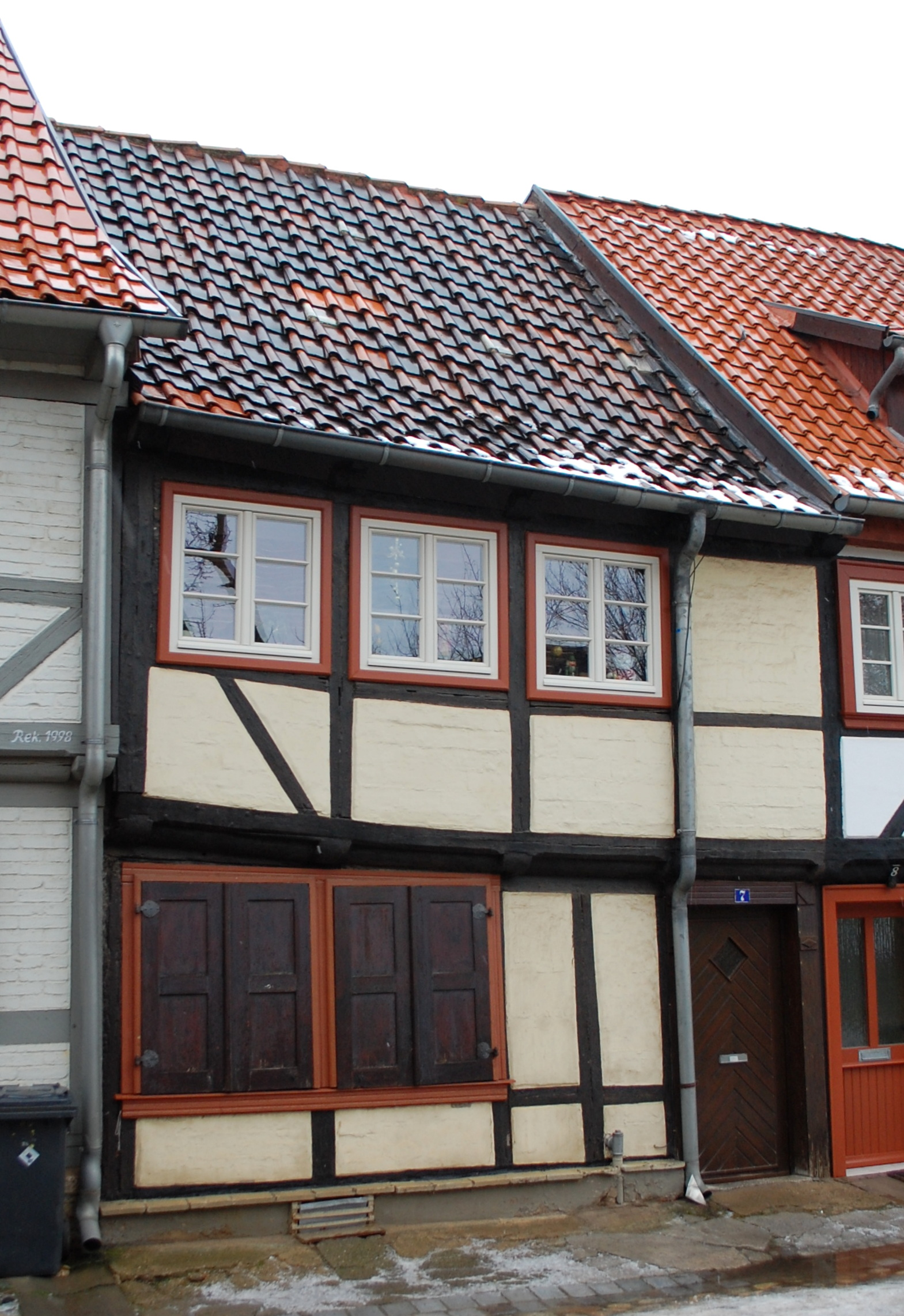
Hinter der Mauer 7

Das Haus Hinter der Mauer 7 ist ein denkmalgeschütztes Gebäude in der Stadt Quedlinburg in Sachsen-Anhalt.

## Lage
Es befindet sich im östlichen Teil der historischen Quedlinburger Neustadt und gehört zum UNESCO-Weltkulturerbe. Nördlich grenzt das gleichfalls denkmalgeschützte Haus Hinter der Mauer 8 an. Auf der gegenüberliegenden Straßenseite steht die zur historischen Quedlinburger Stadtbefestigung gehörende Stadtmauer.

## Architektur und Geschichte
Das kleine zweigeschossige Fachwerkhaus entstand um 1720. Im Quedlinburger Denkmalverzeichnis ist das Haus als Wohnhaus eingetragen. Es gilt als Zeugnis des Wohnungsbaus ärmerer Bevölkerungsteile. An der Stockschwelle befindet sich eine schmale Fasung. Die Fenster des Hauses wurden im 19. und 20. Jahrhundert erneuert.